# Bystodes kidoi
Bystodes kidoi is een keversoort uit de familie zwamkevers (Endomychidae). De wetenschappelijke naam van de soort werd in 1990 gepubliceerd door Sasaji.